# Ультраїзм
Ультраїзм — літературний напрям, що мав поширення насамперед в іспаномовній поезії Іспанії та латиноамериканських країн.
Основною вимогою ультраїзму до поетики була метафора як засіб створення «концентрованого поетичного образу». Ультраїсти епатували узвичаєні естетичні смаки, домагалися «нової поезії», суголосної динамічним темпоритмам урбаністичного світу, прагнули, за словами X. Дієго, «чистої алгебри метафори», «багатопелюсткової» образності, еліптичної образності, віддавали перевагу верлібрам, відмовлялися від пунктуації, наслідували поліграфічний досвід «Калліграм» Г. Аполлінера.

## Історія
Ультраізм виник після Першої світової війни. У грудні 1918 року іспанським критиком Рафаелем Кансіносом-Ассенс (1882—1964) був проголошений девіз ультраїзму — ultra (тобто «поза», «понад», «за межами»). Одним з вождів ультраїзму на початковому етапі став іспанський поет і критик Гільєрмо де Торре.